# Nerocila livida
Nerocila livida är en kräftdjursart som beskrevs av Gustav Budde-Lund 1908. Nerocila livida ingår i släktet Nerocila och familjen Cymothoidae. Inga underarter finns listade i Catalogue of Life.